# 澄池町
澄池町（すみいけちょう）は愛知県名古屋市中川区にある町名。丁番を持たない単独町名である。住居表示実施済み。

## 地理
名古屋市中川区の北東部に位置し、南東に舟戸町、西に五月南通、南に長良町、北に愛知町と接する。

## 歴史

### 地名の由来
当地にはかつて澄池と称する池があり、一帯も同様に澄池と称したことによる。この澄池には長良町にある万念寺の本尊が現れたという伝説が残されているという。

### 沿革
- 1940年（昭和15年）1月15日 - 中川区長良町の一部により、同区澄池町として成立[3]。
- 1973年（昭和48年）11月10日 - 中川区愛知町・五月通・五月南通・中京通・中京南通の各一部を編入する[3]。

## 世帯数と人口
2019年（平成31年）1月1日現在の世帯数と人口は以下の通りである。
| 町丁   | 世帯数  | 人口  |
| ------ | ------- | ----- |
| 澄池町 | 392世帯 | 852人 |

## 学区
市立小・中学校に通う場合、学校等は以下の通りとなる。また、公立高等学校に通う場合の学区は以下の通りとなる。
| 番・番地等 | 小学校               | 中学校               | 高等学校 |
| ---------- | -------------------- | -------------------- | -------- |
| 全域       | 名古屋市立愛知小学校 | 名古屋市立長良中学校 | 尾張学区 |

## 交通
- 愛知県道115号津島七宝名古屋線（佐屋街道）
- 明石通

## 施設
- 名古屋愛知町郵便局
- 十六銀行 中川支店
- イエローハット 中川澄池店

## その他

### 日本郵便
- 郵便番号 : 454-0806[WEB 2]（集配局：中川郵便局[WEB 7]）。

### WEB
1. 1 2  “町・丁目(大字)別、年齢(10歳階級)別公簿人口(全市・区別)”.   名古屋市 (2019年1月23日). 2019年1月23日閲覧。
2. 1 2  “郵便番号”.  日本郵便. 2019年2月10日閲覧。
3. ↑  “市外局番の一覧”.   総務省. 2019年1月6日閲覧。
4. ↑  “中川区の町名一覧”.   名古屋市 (2015年10月21日). 2019年2月13日閲覧。
5. ↑  “市立小・中学校の通学区域一覧”.   名古屋市 (2018年11月10日). 2019年1月14日閲覧。
6. ↑  “平成29年度以降の愛知県公立高等学校（全日制課程）入学者選抜における通学区域並びに群及びグループ分け案について”.   愛知県教育委員会 (2015年2月16日). 2019年1月14日閲覧。
7. ↑  郵便番号簿 平成29年度版 - 日本郵便. 2019年02月10日閲覧 (PDF)

### 書籍
1. ↑  名古屋市計画局 1992, p. 566.
2. ↑  名古屋市計画局 1992, p. 466.
3. 1 2  名古屋市計画局 1992, p. 822.